# Michail Andrejewitsch Glusski
Michail Andrejewitsch Glusski (russisch Михаил Андреевич Глузский; * 21. November 1918 in Kiew, Ukrainischer Staat; † 15. Juni 2001 in Moskau) war ein sowjetischer bzw. russischer Schauspieler, Schauspiellehrer und Synchronsprecher.

## Leben

### Herkunft und Familie
Sein Vater Andrei Michailowitsch Gmyrjow stammt aus einer Bauernfamilie, wurde jedoch Dichter und Journalist. Mitte des Jahres 1917 zog er vom damaligen Petrograd (heute Sankt Petersburg) nach Kiew, wo er ein Haus errichtete. Glusskis Mutter hieß Jefrossinja Kondratjewna Glusskina. Die Ehegattin Jekaterina Pawlowna Peregudowa war Absolventin und Leiterin der Staatlichen Instituts für Theaterkunst und dienstälteste wissenschaftliche Mitarbeiterin im staatlichen Institut für Kunstwissenschaft (ehm. Institut für Kunstgeschichte). Sie hatten zwei Kinder – Andrei (1951–2011) und Marija – sowie die Enkel Alexander, Michail, Xenija und Jelisaweta. Andrei Glusski war Bühnendekorateur.

### Werdegang
Michail Glusski beendete 1940 die Schauspielschule des Mosfilmstudios. Er diente danach in der Roten Armee und nahm am Zweiten Weltkrieg teil. Er spielte in etwa hundert Kinofilmen mit, wie z. B. „Mädchen mit Charakter“ (Девушка с характером) oder „Stiller Don“ (Тихий Дон). Außerdem arbeitete er aktiv in Funk und Fernsehen. Mit seiner Stimme synchronisierte er in ausländischen Filmen Schauspieler, wie Louis de Funès und Eduardo De Filippo. Ab 1946 war Gluski Theaterschauspieler, allein bis 1995 am Moskauer Staatstheater der Kinodarsteller. Von 1949 bis 1950 gehörte er zu einer in der DDR tätigen Bühnentruppe. Seit 1995 gab er Aufführungen am Theater Школа современной пьесы (Schkola sowremennoi pjesy; dt.: Schule des modernen Stückes).
Glusski war Sekretär im Sowjetischen Verband der Filmemacher, leitete die Kommission der Veteranen des Verbandes sowie die Moskauer städtische Kommission der kulturellen Patenschaft über die Streitkräfte der UdSSR.
Er hatte von 1987 bis 1998 eine Professur am Gerassimow-Institut für Kinematographie inne.
Glusski starb 82-jährig und wurde am 19. Juni im Abschnitt 12A des Wagankowoer Friedhofes beigesetzt.

## Auszeichnungen
- 1969: Verdienter Künstler der RSFSR
- 1973: Staatspreis der RSFSR für die Rolle im Film Prischjol soldat s fronta
- 1975: Silbermedaille des Kinostudios Dowschenko für Die Flamme
- 1977: Volkskünstler der RSFSR
- 1983: Volkskünstler der UdSSR
- 1989: Orden des Roten Banners der Arbeit
- 1997: Nika für den Film Muschtschina dlja molodoi schenschtschiny
- 1998: Preis des Unternehmerverbandes Кумир (Kumir) für Beiträge um die Filmkunst
- 1998: Verdienstorden für das Vaterland III. Klasse

## Filmografie (Auswahl)
- 1939: Девушка с характером (Dewuschka s charakterom)
- 1949: Der wahre Mensch (Powest o nastojaschtschem tscheloweke)
- 1955: Das Geheimnis zweier Ozeane (Taina dwuch okeanow)
- 1955: Die Grille (Poprygunja)
- 1956: Das Schicksal des Trommlers (Sudba barabanschtschika)
- 1957: Deckname Schwalbe (Lastotschka)
- 1957: Der stille Don (Teil 1) (Tichi Don)
- 1957: Der stille Don (Teil 2)
- 1958: Der stille Don (Teil 2)
- 1958: Der letzte Zoll (Posledni djuim)
- 1964: Die Lebenden und die Toten (Schiwyje i mjortwyje)
- 1965: Где ты теперь, Максим? (Gde ty teper, Maxim?)
- 1966: Wie heißen Sie jetzt? (Kak was teper nasywat?)
- 1967: Entführung im Kaukasus (Kawkaskaja plenniza, ili Nowyje prikljutschenija Schurika)
- 1967: Ich war neunzehn
- 1968: В огне брода нет (W ogne broda net)
- 1969: Befreiung (Oswoboschdenije)
- 1972: Пришёл солдат с фронта (Prischjol soldat s fronta)
- 1973: Das zweite Leben des Friedrich Wilhelm Georg Platow
- 1974: Die Brigade (Towarischtsch brigada)
- 1974: Die Flamme (Plamja)
- 1976: Das letzte Opfer (Poslednjaja schertwa)
- 1977: Wie der dumme Iwanuschka das Wunder suchte (Kak Iwanuschka-duratschok sa tschudom chodil)
- 1978: Wie Zar Peter seinen Mohren verheiratete (Skas pro to, kak zar Pjotr arala schenil)
- 1979: Goldsucher in der Arktis (Territorija)
- 1980: Viel Erfolg in der Taiga (Schelaju uspecha)
- 1982: Die Stimme (Golos)
- 1984: Der Lehrling des Medicus (Utschenik lekarja)
- 1985: Die Liebe des Wikingers (I na kamnjach rastut perewja)
- 1987: Без солнца (Bes solnza)
- 1987: Agatha Christie: Das letzte Weekend (Desjat negritjat)
- 1990: Es ist nicht leicht, ein Gott zu sein
- 1994: Das Horn (TV)
- 1996: Мужчина для молодой женщины (Muschtschina dlja molodoi schenschtschiny)